# Навбахор (район Рудаки)
Навбахор (тадж. Навбаҳор; до 2008 года — Насосная) — село в районе Рудаки Республики Таджикистан. Входит в состав джамоата (сельской общины) Сарикишти района Рудаки.
Находится недалеко от г. Душанбе, на расстоянии 23 км от райцентра (пгт. Сомониён) и 3 км от центра общины (село Махмадшои-Боло).
Население — 4846 чел. (2017).